# Burjatski jezik
Burjatski jezik (ISO 639-3: bua), makrojezik, maleni skup jezika kojima se služe Burjati na području Kine, Rusije i Mongolije. Članovi ovog makrojezika su kineski burjatski ili bargu [bxu], mongolski burjatski [bxm] i ruski burjatski [bxr].